# Jens Aarestrup
Jens Peder Smidt Aarestrup (* 18. Januar 1827 in Sogndal; † 12. Juli 1893 ebenda) war ein norwegischer Klavierbauer und Politiker.

## Leben
Jens Peder Smidt Aarestrups Eltern waren Thomas Graa Aarestrup und Marthea Parelius. Er wurde außerhalb Norwegens ausgebildet. 1857 eröffnete er seine Fabrikationsstätte in der Småstrandgaden 9 in Bergen und verkaufte sie 1886 an Henrik Severin Riisnjess (1858–1909). Hier arbeitete er mit fünf Angestellten. Von 1867 bis 1885 war er Mitglied im Stadtrat in Bergen. Von 1877 bis 1879 war er ständiger Abgeordneter für Bergen im Storting. Zuvor war er von 1871 bis 1876 stellvertretender Abgeordneter. Seine Großnichte Sofie Lindstrøm (1849–1941) leitete in Bergen eine private Mädchenschule, Sofie Lindstrøms pikeskole. Die Schule war eine der renommiertesten Schulen in Bergen.